# Гросс, Станислав
Ста́нислав Гросс (чеш. Stanislav Gross [ˈstaɲɪslaf ˈɡros]; 30 октября 1969, Прага, ЧССР — 16 апреля 2015, Прага, Чехия) — чешский политик, премьер-министр Чехии с 4 августа 2004 года по 25 апреля 2005 года.

## Биография
Окончил транспортную техническую школу в Праге, работал помощником машиниста на чехословацкой железной дороге (1984—1988). Позднее получил образование на юридическом факультете Карлового университета. В 2004 г. получил кандидатскую степень в области права Западночешского университета в городе Пльзень. Его критики обвиняли политика в незаконном получении диплома, поскольку работа о развитии банковского сектора в переходный период содержала всего около 33 страниц. Далее возникли подозрения, что работа явилась плагиатом диссертации «Развитие финансового менеджмента с 1918 года», однако в итоге этот первоисточник не удалось найти и в отставку подал декан факультета, обвинивший политика в заимствовании текста.
Включился в активную политическую деятельность сразу после «бархатной революции», вступил в ЧСДП. В 1992 году возглавил движение молодых социалистов. В 1992 году был избран в парламент Чехии, в 1995 году возглавил ЧСДП, а в 2000 году был назначен министром внутренних дел в правительстве Милоша Земана.
В 2004 году ушедший в отставку из-за неудачного выступления партии на выборах в Европарламент Владимир Шпидла передал свой пост Гроссу, который в момент своего назначения был одним из самых популярных политиков в Чехии. Однако менее чем через год тот был вынужден уйти в отставку по причине падения его личного рейтинга; в частности, ему инкриминировалась покупка дорогой квартиры в Праге за деньги неясного происхождения.
После отставки работал в юридической компании Эдуарда Бруна и сумел получить значительное состояние за счет игры с акциями энергетической компании Moravia Energo, получив доход в 130 миллион крон. В 2008 г. открыл собственную юридическую практику. В том же году вместе с женой они приобрели дом в Hidden Bay, Майами за $ 735.000 (или 11 млн крон).
Скончался от амиотрофического бокового склероза (болезнь Лу Герига).